# Станіслав Солтан
Станіслав Солтан (пол. Stanisław Sołtan, 27 серпня 1756–1836, Мітава) — державний і військовий діяч Великого князівства Литовського, хорунжий великий литовський (1782 — 1790), підкоморій великий литовський (1790–1791), маршалок надвірний литовський (1791–1792), генерал-ад'ютант литовської польної булави, вільнодумець і масон. Староста слонімський.

## Біографія
Представник шляхетського роду Солтан герба Абданк. Син Станіслава Солтана і Олени Ремер (дворянський рід).
В 1782 році отримав посаду хорунжого великого литовського, в 1790 році став підкоморієм великим литовським. В 1782 році отримав чин генерал-майора армії Великого князівства Литовського.
В 1788 році був обраний послом на Чотирирічний сейм (1788—1792). Під час роботи сейму входив в патріотичне угруповання і підтримав нову польську конституцію, прийняту 3 травня 1791 року. У тому ж році отримав посаду надвірного маршалка литовського.
В 1792 році під час  російсько-польської війни виступав проти приєднання польського короля  Станіслава Понятовського до Торговицької конфедерації, 24 липня емігрував з Польщі в Саксонію.
В 1794 році став одним з організаторів збройного повстання у Великому князівстві Литовському проти російського панування. Після придушення повстання був заарештований і відправлений на заслання в Казань. В 1796 році новий російський імператор Павло I звільнив Станіслава Солтана із заслання.
В 1806-1807 роках разом з полковником Ф. Потоцьким намагався організувати нове повстання у Великому князівстві Литовському, в 1808 році виїхав у Велике герцогство Варшавське.
В 1812 році, під час навали Наполеона Бонапарта на Росію, був включений французьким імператором до складу Тимчасового уряду Великого князівства Литовського. 18 липня прибув у Вільну, але через хворобу з 24 серпня по 6 листопада не виконував свої обов'язки. Після поразки французів змушений був вдруге виїхати в еміграцію.
В 1782 році став кавалером Орден Святого Станіслава (Польща), в 1791 році був нагороджений Орденом Білого Орла. В 1813 році отримав французький Орден Почесного легіону.

## Сім'я і діти
Станіслав Солтан був двічі одружений. Його першою дружиною була Франциска Теофіла Радзивілл. Діти: Адам Леон Людвік, Анна і Олена.
Вдруге одружився з Констанцією Губицькою. Діти: Станіслав, Владислав і Олена.